# Airspeed AS.57 Ambassador
Airspeed AS.57 Ambassador byl britský pístový dvoumotorový hornoplošný dopravní letoun s trojitou SOP.

## Vývoj
Letoun AS.57 byl vyvíjen jako poválečná náhrada DC-3 na základě poradního orgánu s názvem Brabazonův výbor, který doporučoval druhy letadel pro poválečnou produkci.
Prototyp (imatrikulace G-AGUA) poprvé vzlétl 10. července 1947, poháněný dvojicí motorů Bristol Centaurus 130 o výkonu po 1815 kW. V září byl předveden na výstavě britské letecké techniky (SBAC) v Radlettu, zatím stále bez přetlakové kabiny a klimatizace.
Toto zařízení bylo instalováno až do druhého prototypu (G-AKRD), který se poprvé vznesl 26. srpna 1948. Pohon obstarávaly dva motory Bristol Centaurus 630 po 1911 kW.
Prvním zákazníkem se stala letecká společnost British European Airways, která objednala u firmy Airspeed 20 sériových strojů v provedení AS.57 Ambassador II s dvouhvězdicovými osmnáctiválcovými motory Centaurus 661 po 1985 kW a kapacitou 47 pasažérů. V tomto standardu byl zalétán třetí prototyp (G-ALFR) z roku 1951.

## Nasazení

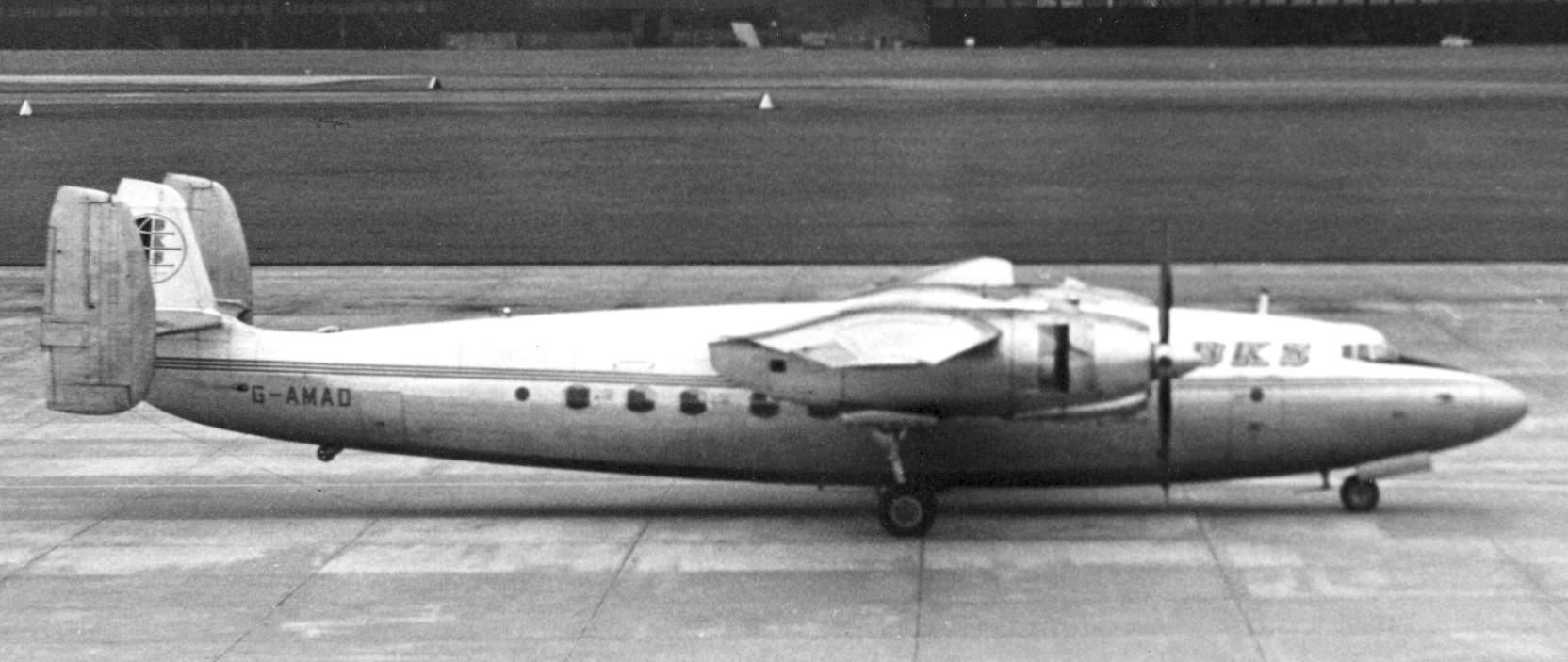
Airspeed AS.57 Ambassador (5211, G-AMAD, BKS Air Transport, 1965. Společnost BEA letoun převzala v březnu 1952 a v červenci 1957 byl odkoupen přepravcem BKS. Zde létal do své havárie 3. července 1968.

Civilní dopravce BEA převzal první Ambassador (výr. č. 5213, G-ALZP) 22. srpna 1951, který byl pojmenován „Elizabethan“. Od 13. března 1952 zahájily AS.57 BEA lety na lince Londýn-Paříž, přezdívané „polední expres“. Stroje na tomto spoji byly posléze vybaveny padesáti sedadly.
V roce 1957 se konkurenčnímu turbovrtulovému letounu Vickers Viscount podařilo nahradit většinu Ambassadorů na linkách BEA. Poslední let v jejích barvách provedl AS.57 G-AMAF 18. července 1958 z Kolína nad Rýnem do Londýna. Stroje z majetku BEA se pak dostaly do služeb menších společností, z nichž některé vydržely v provozu až do počátku 70. let 20. století.

## Hlavní technické údaje

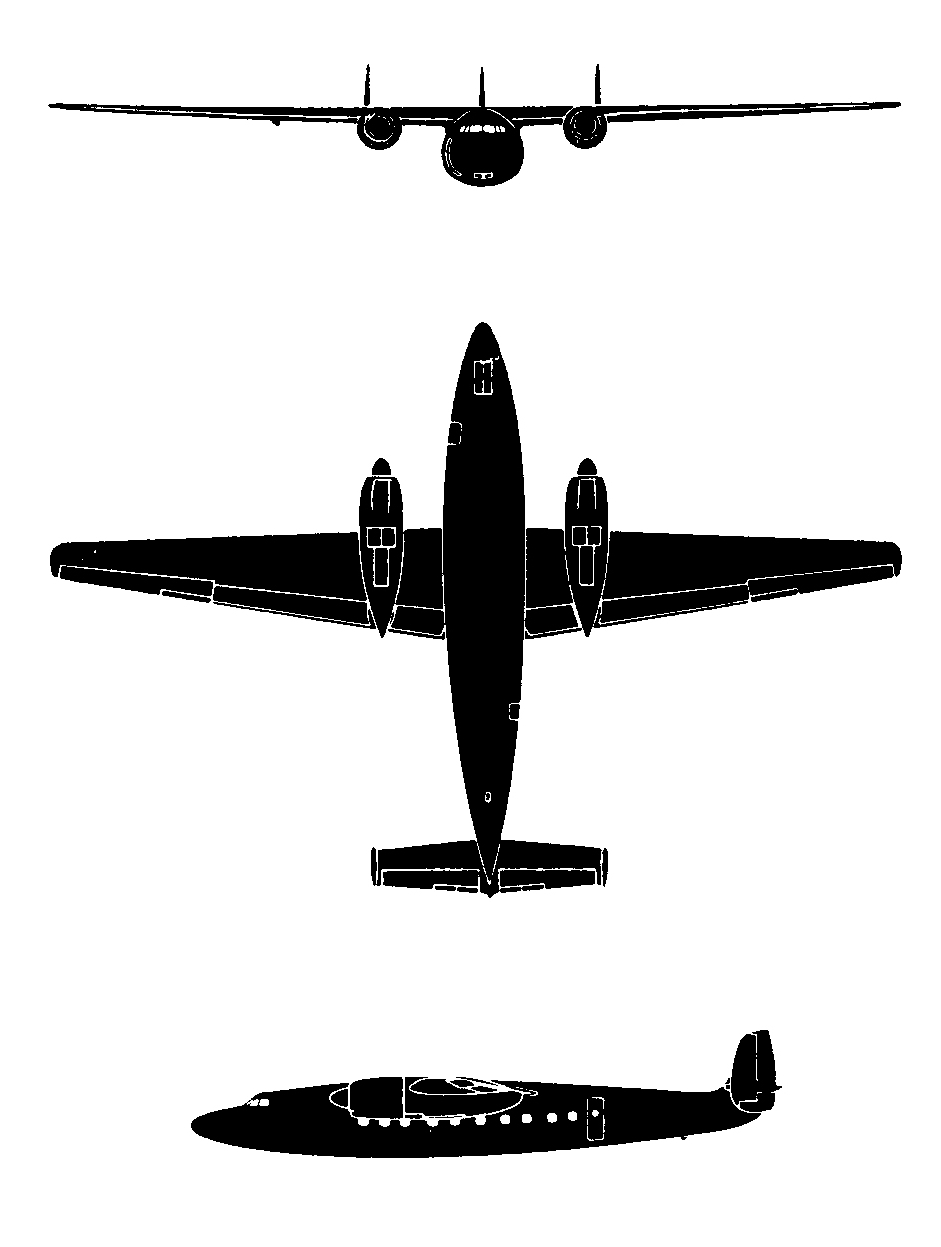
Airspeed AS.57 Ambassador

- Rozpětí: 35,08 m
- Délka: 25,01 m
- Nosná plocha: 111,63 m²
- Prázdná hmotnost: 16 061 kg
- Vzletová hmotnost: 23 835 kg
- Maximální rychlost: 502 km/h
- Cestovní rychlost: 418 km/h
- Počáteční stoupavost: 6,4 m/s
- Maximální dolet: 1930 km